# Dániel Mészáros (nuotatore 2003)
Dániel Mészáros (Cegléd, 9 gennaio 2003) è un nuotatore ungherese, specializzato nello stile libero.

## Biografia
Agli europei di Roma 2022 ha vinto la medaglia d'argento nella 4x100 m stile libero, con Nándor Németh, Szebasztián Szabó e Kristóf Milák.

## Palmarès
- Europei

Roma 2022: argento nella 4x100m sl.
- Europei U23

Šamorín 2025: oro nella 4x100m sl mista.